# Cepparello (jezioro)
Cepparello (wł. Lago Artificiale Cepparello) – sztuczny zbiornik wodny we Włoszech (Toskania), zlokalizowany na północny wschód od Poggibonsi, w Apeninach, pomiędzy Poggio a Massi (290 m n.p.m.), a wzniesieniami, na których położona jest wieś Monsanto.
Zapora ziemna tworząca zbiornik została ukończona w 1962. Obiekt ma kubaturę 520.000 m³. W szczególnie suchych okresach letnich (np. 2003, 2007 i 2012) nastąpiło prawie całkowite wysychanie zbiornika. 